# Kosei Ishigami
Kosei Ishigami (石神 幸征 Ishigami, Kosei?), född 11 januari 1990 i Shizuoka prefektur, är en japansk fotbollsspelare.
Ishigami började sin karriär 2012 i Mito HollyHock. Han spelade 90 ligamatcher för klubben. 2017 flyttade han till Gainare Tottori.